# Елымовка
Елымовка — река в России, протекает в Пермском крае. Устье реки находится в 118 км по левому берегу реки Бабка. Длина реки составляет 25 км.
В нижнем течении реки расположен посёлок Октябрьский.

## Данные водного реестра
По данным государственного водного реестра России относится к Камскому бассейновому округу, водохозяйственный участок реки — Сылва от истока и до устья, речной подбассейн реки — Кама до Куйбышевского водохранилища (без бассейнов рек Белой и Вятки). Речной бассейн реки — Кама.
Код объекта в государственном водном реестре — 10010100812111100013606.